# 卡扎多 (亞利桑那州)
卡扎多（英語：Cazador）是位於美國亞利桑那州科奇斯縣的一個非建制地區。該地的面積和人口皆未知。

## 地理
卡扎多的座標為31°29′29″N 109°25′20″W / 31.49139°N 109.42222°W，而該地的平均海拔高度為1400米（即4600英尺）。